# Pietro Bronzini
Rinaldo Bronzini, conosciuto come Pietro (Milano, 7 gennaio 1898 – Milano, 21 febbraio 1962), è stato un calciatore italiano, di ruolo centrocampista.

## Carriera

Pietro Bronzini, l'ultima stagione con la maglia del Milan ed Ercole Carzino (a sinistra), capitano della Sampierdarenese, 1926

Cresciuto nelle giovanili del Milan, Bronzini approdò in prima squadra nella 1916-1917 disputando, prima e dopo la prima guerra mondiale, 142 partite in rossonero e realizzando 5 gol. Indossò anche la fascia di capitano nella per due stagioni, dal 1924 al 1926.

## Statistiche

### Presenze e reti nei club
| Stagione        | Squadra         | Campionato      | Campionato | Campionato | Coppe nazionali | Coppe nazionali | Coppe nazionali | Coppe continentali | Coppe continentali | Coppe continentali | Altre coppe | Altre coppe | Altre coppe | Totale | Totale |
| Stagione        | Squadra         | Comp            | Pres       | Reti       | Comp            | Pres            | Reti            | Comp               | Pres               | Reti               | Comp        | Pres        | Reti        | Pres   | Reti   |
| --------------- | --------------- | --------------- | ---------- | ---------- | --------------- | --------------- | --------------- | ------------------ | ------------------ | ------------------ | ----------- | ----------- | ----------- | ------ | ------ |
| 1916-1917       | Milan           | -               | -          | -          | -               | -               | -               | -                  | -                  | -                  | CRL         | 4           | 0           | 4      | 0      |
| 1919-1920       | Milan           | PC              | 15         | 0          | -               | -               | -               | -                  | -                  | -                  | -           | -           | -           | 15     | 0      |
| 1920-1921       | Milan           | PC              | 19         | 3          | -               | -               | -               | -                  | -                  | -                  | -           | -           | -           | 19     | 3      |
| 1921-1922       | Milan           | PD              | 21         | 0          | -               | -               | -               | -                  | -                  | -                  | -           | -           | -           | 21     | 0      |
| 1922-1923       | Milan           | PD              | 22         | 2          | -               | -               | -               | -                  | -                  | -                  | -           | -           | -           | 22     | 2      |
| 1923-1924       | Milan           | PD              | 21         | 0          | -               | -               | -               | -                  | -                  | -                  | -           | -           | -           | 21     | 0      |
| 1924-1925       | Milan           | PD              | 24         | 0          | -               | -               | -               | -                  | -                  | -                  | -           | -           | -           | 24     | 0      |
| 1925-1926       | Milan           | PD              | 17         | 0          | -               | -               | -               | -                  | -                  | -                  | -           | -           | -           | 17     | 0      |
| Totale Milan    | Totale Milan    | Totale Milan    | 139        | 5          |                 | -               | -               |                    | -                  | -                  |             | 4           | 0           | 143    | 5      |
| Totale carriera | Totale carriera | Totale carriera | ?          | ?          |                 | ?               | ?               |                    | ?                  | ?                  |             | ?           | ?           | ?      | ?      |